# Trinity (Alabama)
Pour les articles homonymes, voir Trinity.
Trinity est une municipalité américaine située dans le comté de Morgan en Alabama.
Selon le recensement de 2010, sa population est de 2 095 habitants. La municipalité s'étend sur 4,42 milles carrés (11,45 km2).
Fondée en 1810 sous le nom de Fennel's Turnout, la localité prend le nom de son église baptiste (Trinity Methodist Church) au cours de la décennie suivante. Elle devient une municipalité en 1901.

## Démographie
| 1880 | 1900 | 1910 | 1920 | 1930 | 1940 | 1950 | 1960 |
| ---- | ---- | ---- | ---- | ---- | ---- | ---- | ---- |
| 142  | 191  | 198  | 243  | 208  | 249  | 342  | 454  |

| 1970 | 1980  | 1990  | 2000  | 2010  | - | - | - |
| ---- | ----- | ----- | ----- | ----- | - | - | - |
| 881  | 1 328 | 1 380 | 1 841 | 2 095 | - | - | - |